# Жиенбаев, Саги
Саги Жиенбаев (каз. Сағи Жиенбаев; 5 мая 1934, аул Оймауыт, Байганинский район, Актюбинская область, Казакская АССР, СССР — 15 мая 1994, Алматы, Казахстан) — советский и казахстанский поэт и переводчик.

## Биография
В 1955 году окончил Кзыл-Ординский педагогический институт им. Н. В. Гоголя, после чего работал учителем средней школы № 10 в Джезказгане. С 1956 года перешёл на работу в Союз писателей Казахстана, был заведующим отделом поэзии журнала «Жулдыз» и литературной газеты «Казак адебиети», а затем — заведующим редакцией поэзии издательства «Жазушы». Был главным редактором литературного журнала «Ақ Орда». С 1984 года — на творческой работе.

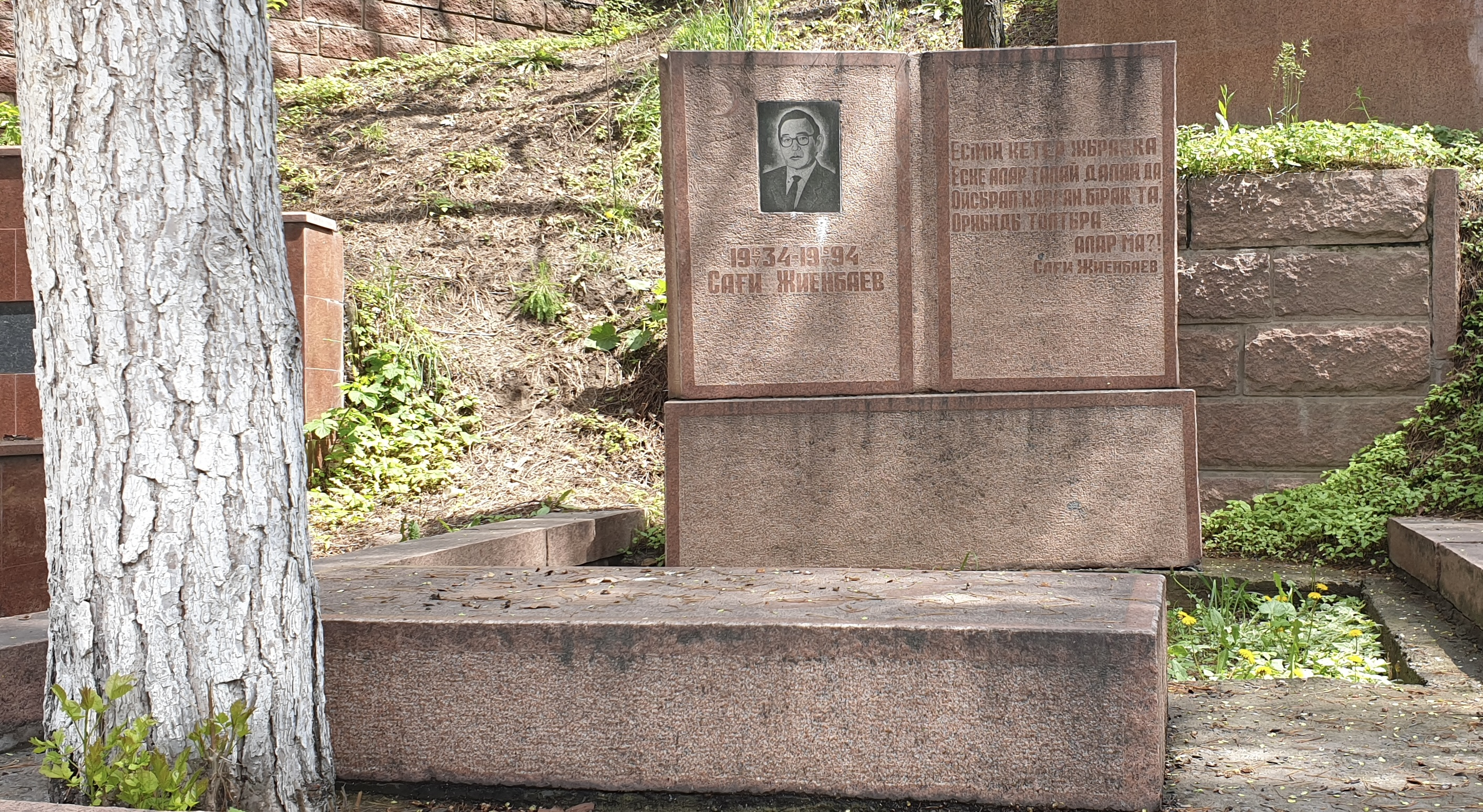
Надгробный памятник над могилой Саги Жиенбая в Кенсайском кладбище Алматы

Автор текстов многих песен, либретто, опер «Енлик — Кебек», «Махамбет». Отдельные произведения переведены на иностранные языки. Перевёл на казахский язык произведения А. Пушкина, М. Лермонтова, Р. Гамзатова, Д. Кугультинова и др.

## Поэтические сборники
- «Қарлығаш» («Ласточка», 1959)
- «Сыйлық» («Подарок», 1960)
- «Қыр гүлі» («Степной цветок», 1966)
- «Сырлы теңіз» («Тайна моря», 1963)
- «Қайырлы таң» («На заре», 1966)
- «Ақ толқын» («Белые волны», 1967)
- «Сол бір көктем есімде» («Я помню ту весну», 1969)
- «Алтын қалам» («Золотое перо», 1971)
- «Жадымдасың, жас күнім» (1972)
- «Әлия» (1973)
- «Оймауыт» (1975)
- «Көктем самалы» («Весенний ветерок», 1976)[2].

## Признание и награды
- Книги переведены на более чем полтора десятка языков[1].
- Награждён Почётной грамотой Верховного Совета ССР и другими правительственными наградами[1].
- Постановлением Правительства Республики Казахстан № 257 от 16 февраля 2000 г. Актюбинской областной юношеской библиотеке присвоено имя Саги Жиенбаева[1].
- В г. Актобе одна из улиц названа в честь Саги Жиенбаева[1].
- Одной из улиц мкр. Ожет Алатауского района города Алматы было присвоено его имя.